# بني حاشد (خيران المحرق)

تعديل مصدري - تعديل

بني حاشد هي إحدى قرى عزلة الدانعى بمديرية خيران المحرق التابعة لمحافظة حجة، بلغ تعداد سكانها 114 نسمة حسب تعداد اليمن لعام 2004.